# Pristanepa platti
Pristanepa platti är en fjärilsart som beskrevs av George Francis Hampson 1926. Pristanepa platti ingår i släktet Pristanepa och familjen nattflyn. Inga underarter finns listade i Catalogue of Life.